# El empleo
El empleo és un curtmetratge argentí d'animació estrenat l'any 2008. Creat per l'estudi d'animació argentí Opusbou, dirigit per Santiago Bou Grasso i escrit per Patricio Gabriel Plaza, el curt qüestiona les relacions de treball modernes, en què les persones són tractades com a objectes.

## La pel·lícula
En poc més de 7 minuts - i sense diàleg - el curt mostra un home que va a treballar. No obstant això, tots els objectes són "interpretats" per persones que esdevenen simplement autòmats, o, ni tan sols això, coses estàtiques, des d'un llum fins a un ascensor (fins i tot un estora).
La pel·lícula va ser una producció independent i va trigar dos anys a completar-se. En total, es van dibuixar a mà 8.600 dibuixos per a l'animació en 2D, inserits en els fons d'aquarel·la. La idea del guió va ser de Patricio Plaza, il·lustrada pel disseny de Santiago.

## Principals premis i nominacions
- A l'abril de 2014, la pel·lícula ha guanyat més de 100 premis internacionals.[1]

### Premis Argentins
| Any                                                                   | Premi                                                | Recomanació          | Resultat  | Ref. |
| --------------------------------------------------------------------- | ---------------------------------------------------- | -------------------- | --------- | ---- |
| 2008                                                                  |                                                      |                      |           |      |
| Festival Internacional de Cinema de Mar del Plata                     | Millor curtmetratge nacional                         | Guanyador            | [ 3 ]     |      |
| Festival Internacional de Cinema de Mar del Plata                     | Premi Especial del Programa "Sense Fronteres".       | Guanyador            |           |      |
| INCAA La Noche del Cortometraje                                       | Segon Premi del Jurat                                | Guanyador            |           |      |
| INCAA La Noche del Cortometraje                                       | Primer Premi del Públic                              | Guanyador            |           |      |
| Festival Internacional d'Animació Expotoons                           | Primer Premio Curtmetratges                          | Guanyador            |           |      |
| Concurs de Curtmetratges Alberto Fischerman del National Arts Fund    | primer premi                                         | Guanyador            |           |      |
| Concurs de Curtmetratges Alberto Fischerman del National Arts Fund    | Premi Director                                       | Guanyador            |           |      |
| Festival FEJOREL Festival i Jornades de Realitzadors llatinoamericans | Millor curtmetratge                                  | Guanyador            |           |      |
| Festival FEJOREL Festival i Jornades de Realitzadors llatinoamericans | Millor guió                                          | Guanyador            |           |      |
| Festival FEJOREL Festival i Jornades de Realitzadors llatinoamericans | Millor animació                                      | Guanyador            |           |      |
| Festival de Cinema Independent Festi Freak La Plata                   | Primer Premio Cortometraje Animación                 | Guanyador            |           |      |
| Festival de cinema i vídeo independent de Cipolletti                  | Millor curtmetratge d'animació                       | Guanyador            |           |      |
| Festival Internacional de Cinema de Tapiales                          | Primer Premio Animación                              | Guanyador            |           |      |
| Festival de cinema llatí de Buenos Aires                              | Millor animació                                      | Guanyador            |           |      |
| Festival de Cinema UNCIPAR                                            | Segon Premi del Jurado                               | Guanyador            |           |      |
| Festival de Cinema UNCIPAR                                            | Premi del públic                                     | Guanyador            |           |      |
| 2009                                                                  | ANIMA - Festival Internacional d'Animació de Còrdova | Gran Premi del Jurat | Guanyador |      |

### Premis Internacionals
| Any  | Premi                                           | Recomanació                  | Resultat  | Ref.  |
| ---- | ----------------------------------------------- | ---------------------------- | --------- | ----- |
| 2008 | XV Mostra de Cinema Llatinoamericà de Catalunya | Premi al millor curtmetratge | Guanyador | [ 4 ] |